# J. R. Graham
Johnathan Ryan Graham (né le 14 janvier 1990 à Livermore, Californie, États-Unis) est un ancien lanceur droitier qui a joué pour les Twins du Minnesota dans la Ligue majeure de baseball en 2015 et 2016.

## Carrière
Alors qu'il évolue en 2008 à l'école secondaire de sa ville natale à Livermore, J. R. Graham est repêché au 46e tour de sélection par les Athletics d'Oakland, mais il ne signe pas de contrat avec le club pour plutôt rejoindre les Broncos de l'université de Santa Clara. Il signe chez les Braves d'Atlanta lorsque ceux-ci en font leur choix de 4e ronde en 2011. Graham évolue 4 saisons en ligues mineures dans l'organisation des Braves, principalement comme lanceur partant, avant d'être réclamé par les Twins du Minnesota au repêchage de la règle 5 du 11 décembre 2014. Le plan des Twins est de déplacer Graham, qui a souffert de problèmes à l'épaule en ligues mineures, vers l'enclos de relève.
J. R. Graham fait ses débuts dans le baseball majeur comme lanceur de relève pour les Twins contre les Tigers de Détroit le 6 avril 2015.